# Facultad de Biología y Ciencias del Mar de Vigo
La Facultad de Biología y la Facultad de Ciencias del Mar de Vigo son centros  de la Universidad de Vigo, anexadas dentro del «Edificio de Ciencias Experimentales» del campus de Lagoas-Marcosende.

## Historia
En el año 1977 se comenzó a impartir docencia de biología en el Colegio Universitario de Vigo, como una extensión de la Universidad de Santiago de Compostela en Vigo para los primeros cursos de la licenciatura. En 1990 la Fundación Universidad de Vigo inició la construcción de la Facultad de Ciencias. Mientras se realizaba la obra, las primeras titulaciones propias se impartieron en el edificio de Humanidades. Se expidieron las primeras titulaciones de la facultad en 1992. En el año 1995 la Facultad de Ciencias se mudó al nuevo edificio. Además de las ya impartidas Biología y Química, en 1996 comenzó la docencia de la nueva titulación de Ciencias del Mar. No fue hasta 2002 cuando la Facultad de Ciencias se separó en tres facultades independientes: Facultad de Biología, Ciencias del Mar y Facultad de Química.
En el año  2009 se extingue la Licenciatura de Biología, al seguir las nuevas directrices del Espacio Europeo de Educación Superior (EEES) e introducir el Grado en Biología. También lo hizo Ciencias del Mar en 2013, después de 18 años de licenciaturas.

## Titulaciones

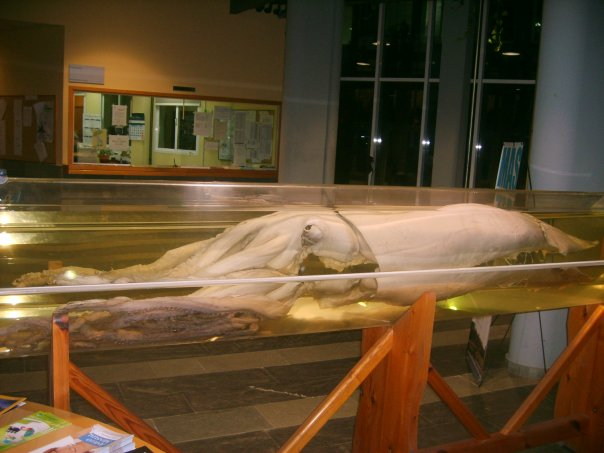
Ejemplar de calamar gigante expuesto en la secretaría del edificio de ciencias experimentales de la Universidad de Vigo.

### Titulaciones de Grado
- Grado en Biología.
- Grado en Ciencias del Mar.

### Titulaciones de Posgrado
- Máster Universitario en Acuicultura.
- Máster Universitario en Biología Marina.
- Máster Universitario en Biotecnología avanzada.
- Máster Universitario en Ciencias biológicas: Biología Molecular, Computacional y Ambiental y Bio-Industrias.
- Máster Universitario en Profesorado en Educación Secundaria Obligatoria, Bachillerato, Formación Profesional y enseñanza de Idiomas. Especialidad de Ciencias Experimentales, Biología, Geología, Física y Química.
- Máster Universitario en Neurociencia.
- Máster Universitario en Oceanografía.

### Programas de Doctorado
- Doctorado en Biotecnología avanzada.
- Doctorado en Endocrinología.
- Doctorado del Mar.
- Doctorado en Metodología y Aplicaciones en Ciencias de la Vida.
- Doctorado en Nanomedicina.
- Doctorado en Neurociencia y Psicología Clínica.
- Doctorado del Mar.
- Doctorado en Metodología y Aplicaciones en Ciencias de la Vida.
- Doctorado en Nanomedicina.
- Doctorado en Neurociencia y Psicología Clínica.